# 돈오돈수
돈오돈수(頓悟頓修, Subitism)는 한국불교에서, 찰나에 깨달아 부처가 되어, 더는 수행할 것이 없다는 이론이다. 더 수행할 것이 있다면, 그러한 찰나의 깨달음은 찰나의 완전한 깨달음이 아니며, 따라서 부처가 아직 아니라고 본다. 부처는 더 수행할 것이 없어야 부처라고 본다. 그렇다고 돈오돈수가 부처가 된 이후에는 참선 수행을 전혀 안하고 놀기만 한다는 의미는 아니다.

## 석가모니
석가모니가 35세 때 부다가야의 보리수 밑에서 선정을 수행하던 중 완전한 깨달음을 성취하고 부처가 되었는데, 여기서의 완전한 깨달음이 해오(머리로 이해한 깨달음)인가 증오(체험으로 증득한 깨달음)인가를 놓고 견해대립이 있고, 그것이 돈오돈수와 돈오점수의 견해대립으로 이어진다.
석가모니는 35세에 완전한 깨달음을 얻어 부처가 되기 전에도, 29세에 출가해 3명의 요가 스승한테 명상법을 배우며 6년이나 이론 경전 공부와 실무 참선 수행을 했다. 또한 부처된 이후에도, 80세 열반할 때까지 45년간 평생 참선 수행을 했다. 즉 깨닫기 전에도 6년간 수행했고, 깨닫고 난 후에도 45년간 수행했다.

## 태고보우
여말 지눌(1158~1210)의 돈오점수와 태고보우(1301~1382)의 돈오돈수의 견해대립은 한국불교에서 매우 오래된 논쟁이다.
대한불교조계종에서는 도의(道義: fl. 821)국사를 조계종의 종조(宗祖)로 여기며, 보조지눌을 조계종의 중천조(中闡祖: 분명하게 밝힌 조사)로 여기며, 태고보우(普愚: 1301~1382)를 중흥조(中興祖: 중흥시킨 조사)로 여긴다.
보조지눌은 수행자가 자신의 본성이 부처와 다름이 없음을 깨쳤다 하더라도 무시습기(無始習氣)를 갑자기 버린다는 것은 힘든 일이므로 이 돈오를 기반으로 점차로 수행해야 한다고 주장하였다. 이와 같이 하여 점차로 훈화(薰化)되기 때문에 점수(漸修)라고 했다. 마치 얼음이 물인 줄 알았다 하더라도 곧 그것이 얼음이 물로 변한 것은 아니며 열기가 가해져야 비로소 얼음이 물이 되는 것과 같다고 설명하였다. 그러므로 미(迷)로부터 깨치는 것은 돈오요, 점점 성화(聖化)되는 것은 점수라 할 수 있다.
반면에 돈오돈수는 완전한 깨달음을 얻어 부처가 되면, 그걸로 끝인 것이지, 중생 시절의 나쁜습관을 갑자기 버리든 안버리든, 그러한 것들과 부처가 되었느냐 아니냐는 것은 아무 상관이 없다고 본다.

## 퇴옹성철 등의 돈오돈수 주장
돈오돈수는 현대 한국 불교의 대표적 선승 중의 한 명인 퇴옹 성철이 주장하고, 그와 의견을 같이 하는 승려들이 동조한 선사상이다. 돈오돈수의 문자 그대로의 뜻은 "단박에 깨치고 단박에 닦는다"이다. 성철은 자신의 저서 《선문정로(禪門正路)》에서 남종선의 조사 육조 혜능의 사상은 돈오돈수이며 지금까지 한국 선종의 수행 전통으로 여겨온 보조국사 지눌의 돈오점수(頓悟漸修: 단박에 깨치고 점차로 닦는다)는 육조 혜능의 종지를 제대로 잇지 못한 것이라 하였다.
당시 이러한 성철의 주장에 3대 정종이었던 청담 , 5대 종정을 지낸 서옹, 일타 등이 여러 인터뷰에서 돈오돈수를 지지한 것을 알 수 있는데, 대체로 서옹은 태고국사가 조계종의 법통이니 태고국사의 돈오돈수가 조사선의 핵심이라고 말한 바 있으며, 일타는 보조국사 지눌이 선종으로 교종을 융화하려고 하다보니 돈오돈수를 주장했으나, 육조 혜능의 사상이 돈오돈수이기 때문에 조계종은 돈오돈수가 맞다는 말을 한 바 있다.

## 혼동
아미타불은 부처가 된 이후에도 3겁(우주가 세 번 멸망하는 기간) 동안이나 수행과 공부를 하여 극락세계를 만들었는데, 이것은 돈오돈수와 돈오점수와는 좀 다른 내용이다. 혼동이 있을 수 있다.

## 같이 보기
- 돈오점수